# 士瓦本的碧翠克絲 (1205-1235)
士瓦本的碧翠克絲（德語：Beatrix von Schwaben，1205年—1235年11月5日），本名伊丽莎白，卡斯提爾王后，德意志國王士瓦本的菲利普和拜占庭公主伊蓮·安格麗娜的女兒。

## 家庭
1219年，碧翠克絲與卡斯提爾國王費爾南多三世結婚，兩人共有六個兒子：
1. 阿方索（1221年—1284年）
2. 法德里克（英语：Frederick of Castile）（1223年—1277年）
3. 恩里克（英语：Henry of Castile the Senator）（1230年—1303年）
4. 費利佩（英语：Philip of Castile）（1231年—1274年）
5. 桑喬（英语：Sancho of Castile (bishop)）（1233年—1261年）
6. 曼紐（英语：Manuel of Castile）（1234年—1283年）